# カキタ
株式会社カキタ（Kakita Corporation）とは、かつて広島県広島市西区に本社を置く、ビデオ・DVD・CD・コミックのレンタル事業、漫画喫茶・インターネットカフェの複合カフェ事業、ラーメンチェーン事業を主な業務としていた企業である。
2020年10月15日に、親会社である株式会社サンコーと共に広島地方裁判所から破産手続開始決定を受けた。

## 事業所
- 本社
  - 広島県広島市西区庚午南1丁目9番2号

## 沿革
- 1988年 広島市中区に株式会社カキタを設立。
- 2007年 東京都渋谷区に東京本社を設置。登記上の本店は広島本社のまま変更なし。
- 2008年3月3日 ちとせ会館ビル6階にあったメディアカフェポパイ渋谷店を同じビルの3階にある渋谷プラス店に統合。
- 2012年6月 株式会社サンコーの子会社となる。
- 2020年10月 広島地方裁判所から破産手続開始決定を受ける。負債総額は約4億7000万円。

## 手掛けていた事業
- 漫画喫茶・インターネットカフェの複合カフェ事業（メディア事業部）
  - 「メディアカフェポパイ」 9店舗（以前は非会員制だったが、広島県など一部店舗は2008年3月、その他の店舗は2008年4月から順次会員制に転換した）
    - 北海道：1店舗（すすきの店）
    - 宮城県：1店舗（仙台店）
    - 埼玉県：1店舗（大宮店）
    - 東京都：6店舗（神田店・新宿店・ウエストサイドルームSHIBUYA・中野店・立川店・吉祥寺店）
- ラーメンチェーン事業（飲食事業部）
  - 「博多ラーメン一龍」 1店舗
    - 広島県：1店舗（矢野店）
- レンタルオフィス事業（オフィスレンタル事業部）
  - 「レンタルオフィスシアーズ新橋」（東京都港区）

## 関連企業
- ケイティエムソリューション株式会社
  - 株式会社サンコー・株式会社カキタの2社が共同出資したインターネット広告総合代理店。